# Derna (Libia)
Derna (in arabo درنة, Darnah) è una città della Libia nord-orientale e capoluogo dell'omonimo distretto. La città conta 50 345 abitanti.

## Storia
Un tempo la città fu la capitale della Cirenaica, una delle province più ricche degli Stati barbareschi.
Nel 1805 il generale statunitense William Eaton marciò per 500 miglia attraverso il deserto libico e conquistò Derna durante la guerra contro i pirati barbareschi.
Durante la guerra italo-turca, fin dal 30 settembre 1911 Derna fu oggetto d'una dimostrazione navale da parte della squadra italiana del viceammiraglio Ernesto Presbitero, per indurre la città alla resa. Dato il temporeggiare delle autorità ottomane e qualche atto d'ostilità, la città venne bombardata il 16 ottobre e poi occupata, prima da truppe da sbarco della marina militare italiana, poi (4 novembre) da reparti dell'esercito.
In seguito all'occupazione italiana la città ha preso un nuovo sviluppo ed è andata sempre più trasformandosi. All'antico nucleo urbano che sorgeva a mezzo chilometro dalla costa si è aggiunto più verso il mare un nuovo quartiere europeo con strade regolari e decorosi edifici pubblici e privati: il palazzo del Governo, il Comando militare, le Poste, ecc. Il centro antico è costituito da due quartieri divisi dall'uadi Derna, fin dal 1916 congiunti con un ponte costruito dagli italiani. Quello sulla destra è detto di Bu Mansur, dalla tomba di Sidi Bu Mansur el Faresi che sorge nel cimitero musulmano. Quello sulla sinistra, detto El-Bilad, e dove più si svolge la vita cittadina, comprende il municipio, i "suk", la chiesa cattolica, la sinagoga, la grande moschea el Chebir ricostruita da Mohammed bey, coperta da 42 cupole e con un alto minareto, il solo della città.
Durante il periodo coloniale italiano Derna fu la seconda città più importante della Cirenaica, dopo Bengasi, e nel 1939 venne costituita in provincia italiana (detta provincia di Derna) ed ufficialmente unita, insieme alle altre tre province libiche, al territorio nazionale del Regno d'Italia.
Dopo la sconfitta italiana nella seconda guerra mondiale, gli oltre 3000 italiani che abitavano Derna se ne sono andati quasi tutti.

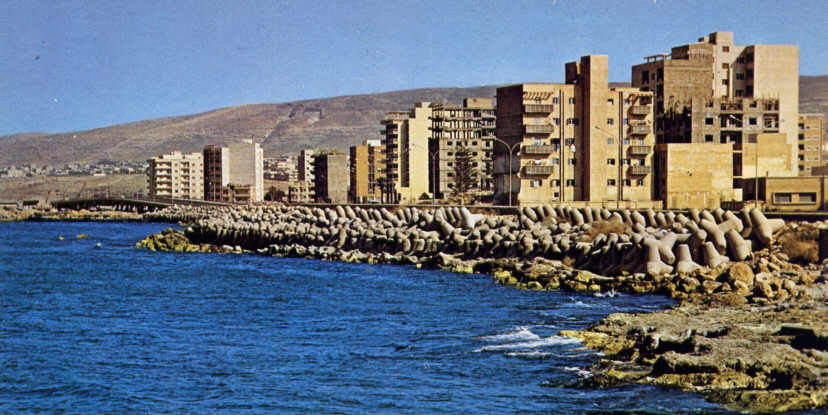
Derna nel 1980

Ad aprile 2014 la città era stata occupata da gruppi di jihādisti e rimase per qualche tempo sotto il controllo dello Stato Islamico tanto da diventare per qualche tempo la capitale del califfato in  Libia. prima di essere sostituita da Sirte. Dopo una prolungata serie di scontri la milizia cittadina, i mujāhidīn della città di Derna liberarono la città dalla presenza dello Stato Islamico. Subito dopo la liberazione, tuttavia, la città e i suoi abitanti sono diventati bersaglio della campagna di bombardamenti aerei del generale Haftar, leader dell'esercito del governo di Tobruch e intenzionato a smantellare la presenza islamista in Cirenaica. La città è stata infine conquistata da Haftar nel giugno 2018, ultimo centro della Cirenaica ad essere rimasto fuori dal suo controllo.
Il 10 settembre 2023 il ciclone tropicale mediterraneo Daniel ha causato piogge torrenziali estreme nella zona di Derna, tanto da far crollare le due dighe sul bacino del fiume Wadi Derna, le cui acque hanno inondato le aree circostanti, in alcuni punti fino a 3 metri, causando la morte di almeno 10 000 persone. Un ministro del governo ha affermato che il 25% di Derna era "scomparso", con gran parte della città trascinata in mare. Le aree più colpite sono state quelle situate vicino al fiume e al porto della città.

## Caratteristiche

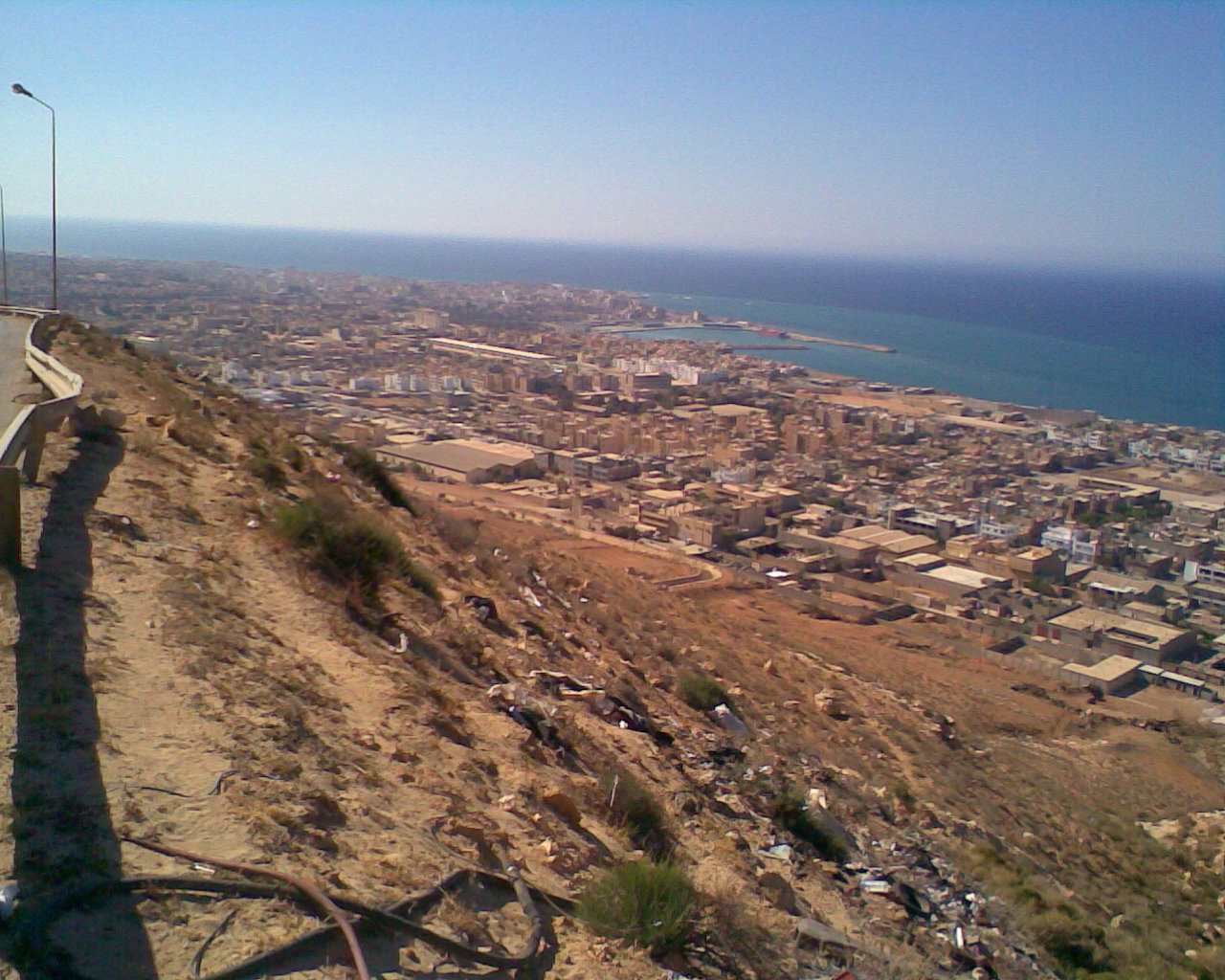
Porto di Derna nel 2010

Derna è una cittadina moderna di circa 50 000 abitanti, gode d'un clima assai mite. La sua temperatura annua è di 20°; quella del mese più caldo di 25°, luglio e quella del mese più freddo di 14°, gennaio.
Scarse le precipitazioni: appena 202 mm. (la metà di quelle di Tripoli), onde la ricchezza agricola del suo territorio è dovuta soltanto all'irrigazione derivata dal Wadi Derna, che è un fiume effimero asciutto per gran parte dell'anno.
Storicamente, la città è stata ripetutamente danneggiata dalle inondazioni. Le dighe di Abu Mansur e Derna a monte della città avevano lo scopo di controllare l'erosione del suolo e prevenire le inondazioni.